# スルヤ・ボナリー
スルヤ・ボナリー（Surya Bonaly、1973年12月15日 - ）は、フランス出身の女性フィギュアスケート選手、トランポリン競技選手で現在はプロスケーター。1991年より欧州選手権5連覇。1991年世界ジュニアフィギュアスケート選手権優勝。アルベールビルオリンピック、リレハンメルオリンピック、長野オリンピック女子シングルフランス代表。
アフリカ系フランス人である。養父母のボナリー夫妻は彼女の出自をレユニオン系としている。

## 人物
1973年、フランスのニースで生まれる。「スルヤ」という名前はサンスクリット語で「太陽」を意味する。生後18ヶ月で孤児院からジョルジュ・ボナリー夫妻に養女として迎えられ、体操教師であった養母シュザンヌの指導の下、幼少時は体操選手としても活躍する。後に体操選手としての素養を活かし、バックフリップ（後方宙返り）を完成させる。シュザンヌはスケート選手時代後期のコーチングも務めた。
10歳よりスケートを始める。11歳の時、ボナリー一家は農場を引き払ってパリへ引っ越し、そこでディディエ・ゲヤゲに見出され本格的な指導を受けるようになる。幼少時からの体操選手としての経験と天性の素質に恵まれたことで、あっという間にフランス国内大会で上位に登りつめた。その後、欧州選手権5連覇などの偉業を達成するものの、世界選手権では優勝経験はない（準優勝3回）。
1998年に選手を引退しプロに転向。2003年にアメリカ合衆国の市民権を取得。ネヴァダ州ラスベガス在住。
ヴェジタリアンであり、動物愛護運動の活動家としても知られる。

## 選手としての経歴
ジュニア時代から才能を開花し、1989年から1997年までのフランス選手権9連覇。1990-1991年シーズンの世界ジュニアフィギュアスケート選手権では優勝を果たし、1991年から1995年までのヨーロッパフィギュアスケート選手権5連覇を果たした。
1991年の世界フィギュアスケート選手権でボナリーは、女性では世界初となる4回転トウループに挑んだ。片足では着氷したものの、明らかに回転不足であり、他ジャンプも失敗が響いて5位だった。なお、このとき跳んだ4回転ジャンプは国際スケート連盟が認定しないまま、ギネスブックに一時記されていた。
1992年に地元フランスで開催されたアルベールビルオリンピックでは、開会式で選手宣誓を務めた。競技ではショートプログラムで3位だったが、フリーでは風邪による体調不良でジャンプを転倒するなどで、5位入賞にとどまった。翌1993年の世界選手権ではオクサナ・バイウルに次いで2位に入り、初の表彰台となる銀メダルを獲得した。
1994年リレハンメルオリンピックのショートプログラムは前回大会と同じく3位スタートだった。フリーでは難度の高いトリプルルッツを前半・後半で挑戦するもいずれも失敗してしまい、惜しくも4位入賞に終わった。
1994年の世界選手権は、直前に行われたリレハンメルオリンピックの女子シングルメダリスト3人が欠場し、同オリンピック4位のボナリーと同オリンピック5位の佐藤有香との一騎討ちが注目された。予選、ショートプログラムで佐藤が1位、ボナリーが2位となる文字通り一騎討ちの展開となった。
迎えたフリーでは、ボナリーはフリー冒頭にいきなり助走なしでダブルアクセルを飛び、さらに難度の高いトリプルトウーループ+ハーフループ+トリプルサルコウ+ダブルトウループのジャンプシークエンスを成功させたが、トリプルルッツでは両足着氷、トリプルループでは手を付くミスがあった。計7つのトリプルジャンプに挑戦し2つミスがあったものの、コンビネーションジャンプは3つ成功させた。一方、佐藤有香はトリプルトウループがダブルトウループになるミスはあったものの、計6つのトリプルジャンプを成功させ、コンビネーションジャンプも2つ成功させた。技術点ではボナリー、芸術点では佐藤とジャッジ9人の票も割れたが、最終的に4対5で佐藤が優勝を決めた。表彰式でのボナリーは、表彰台に登らずに悔し涙を浮かべ、プレゼンターに宥められようやく表彰台に上ったが、首にかけられた銀メダルを外して、審査員への抗議を表明した。
1995年の世界選手権、再びボナリーは難度の高いコンビネーションを連発するもショートの失敗が響いて、優勝した陳露に次ぐ2位。世界選手権では3大会連続の銀メダル獲得だったが、これが自身最後の表彰台となり、念願の1位になることはついになかった。翌1996年頃からトリプルルッツが不振となり、国際大会でも成績が振るわなくなる。なんとか得意のトウループとサルコウで試合をしのぐようになった。
1998年、長野オリンピックのショートプログラムでは　上位選手がショートプログラムでトリプルルッツ+ダブルトウループをみせるも、ボナリーだけはトリプルトウループ+トリプルトウループという3回転+3回転のコンビネーションを組む。技術・芸術点共に思うような高得点が出なかったが、なんとか最終組上位6人に残った。フリープログラムでは、トリプルトウループ+トリプルサルコウのジャンプシークエンスで転倒、トリプルフリップで両足着氷、つなぎで躓き、トリプルループは回転不足、トリプルトウループからのコンビネーションジャンプではシングルループとなるなどミスが続く。そしてプログラム最後のジャンプでISUルールでは禁止されているバックフリップを行ったのだった。その直後、解説の佐藤有香は「今のは競技会ではやってはいけない」と苦笑しながらコメント。ボナリーのバックフリップにより会場の観客は騒然となった。
演技終了後、普通は審査員に向かってポーズを決めるところを、ボナリーは審査員に背を向けて観客に笑顔でポーズをとった。3回転ジャンプの度重なる失敗に加え、ルール上の禁止技を行ったこともあり、審判からの採点は伸び悩み最終的に10位に終わった。それでも指導者であり、母のシュザンヌ・ボナリーや友人フィリップ・キャンデロロの母親はボナリーを温かく迎え、点数表示板の点の低さよりもボナリーを祝福する幸せな瞬間であった。NHKアナウンサーの刈屋富士雄は、そのボナリーのバックフリップに驚きを隠せずに「エキシビションなどでは許されていますが、競技会ではやってはいけないことになっています」「出来れば、あくまでも競技会の規定の中で、勝負して欲しかったボナリー」「これは点が低いのは当然なんですが、それを知らない場内からはブーイングが起こっています」等と実況。ボナリーはキス・アンドクライに座った後、長野五輪で金メダルを獲得したタラ・リピンスキーの演技を鑑賞してから、静かにステージ裏に下がっていった。
オリンピック後にプロに転向。現在はチャンピオンズオンアイスなどさまざまなアイスショーで活躍している。
彼女の一連のエピソードはテレビ朝日制作の番組「マツコ&有吉の怒り新党」（2013年4月10日の回）で取り上げられて一部で反響をよんだ。

また、フジテレビの『教訓のススメ』（ダウンタウン他）（2014年10月31日の回）でも紹介された。荒川静香はそのパフォーマンスを「人生でNo.1のシーン」だと評し、「見ていて、あーやっちゃったって思った。わー、カッコいいなと思った。ルールにとらわれて自分らしさを失いたくない。そこで取り入れたのがイナバウアーで、人の記憶に残るスケーターになりたいと強く思った」と語っている。

## 技術

### ジャンプ
彼女の最大の魅力はジャンプであったが、回転不足や両足着氷が多かった点も指摘されており、これが世界選手権で1位になれなかった理由の1つに挙げられている。彼女は恐れずに難度の高いジャンプやコンビネーションに挑戦していく姿が最大の魅力であった。また、スケーティングについては評価が低かったが、94年頃からは改善がみられるようになった。1991年世界選手権では、女子史上初めての4回転となる4回転トウループに挑戦し、回転不足となったが着氷させ、93年のスケートアメリカでは4回転サルコーにも挑戦し、着氷させた。リレハンメルのエキシビジョンでも4回転に挑戦し、転倒したがその挑戦意欲は賞賛を呼んだ。アクロバティックな演技は観客からの人気が高く、当時最も人気のあるスケーターの1人であった。

### バックフリップ
アルベールビル五輪及びリレハンメル五輪のエキシビションではバックフリップの片足降りを決めて、テレビ解説者の五十嵐文男らは「片足で降りてしまいましたね」と賞賛した。通常、後方宙返りは体重が片足にかかるため両足で着氷するが、ボナリーは体操選手としても活躍していたため、このようなアクロバティックな技をこなせたのである。なお長野五輪のフリースケーティングで、禁止されているバックフリップを敢えて披露した理由については、上位入賞者が出場できる後日のエキシビジョンに出られる可能性がなくなったためとも言われた。プロに転向したあともボナリーのバックフリップは健在だった。

### スピン
彼女の最大の魅力のジャンプに加え、演技後半に見られるビールマンスピンも、彼女のスケーティング能力の高さを十分に伺わせるものであった。

## 主な戦績
| 大会/年        | 87-88 | 88-89 | 89-90 | 90-91 | 91-92 | 92-93 | 93-94 | 94-95 | 95-96 | 96-97 | 97-98 |
| -------------- | ----- | ----- | ----- | ----- | ----- | ----- | ----- | ----- | ----- | ----- | ----- |
| オリンピック   |       |       |       |       | 5     |       | 4     |       |       |       | 10    |
| 世界選手権     |       | 10    | 9     | 5     | 11    | 2     | 2     | 2     | 5     |       |       |
| 欧州選手権     |       | 8     | 4     | 1     | 1     | 1     | 1     | 1     | 2     | 9     | 6     |
| 世界Jr.選手権  |       | 3     | 2     | 1     |       |       |       |       |       |       |       |
| フランス選手権 | 4     | 1     | 1     | 1     | 1     | 1     | 1     | 1     | 1     | 1     | 2     |